# Kisan Sabha (1919-1922)
La Kisan Sabha (association paysanne) est un mouvement de protestation survenu entre 1919 et 1922 dans l'État indien actuel de l'Uttar Pradesh. Il impliquait de nombreux groupes de castes agricoles dont les Intouchables . La Kisan Sabha a été formée en 1918 à Lucknow par Gauri Shankar Mishra, Indra Narayan Dwivedi et Madan Mohan Malviya.